# Cendres et Sang
Pour plus de détails, voir Fiche technique et Distribution.
Cendres et Sang (portugais : Cinzas e Sangue ; roumain : Cenușă și sânge) est un film franco-roumano-portugais réalisé par Fanny Ardant en 2009. Le film a été présenté lors du Festival de Cannes 2009, adaptation d'un récit de l'écrivain albanais Ismaïl Kadaré, Eschyle ou le grand perdant.

## Synopsis
Cendres et Sang présente l'histoire de Judith qui, vivant loin de son pays d'origine, a refusé de revenir dans son pays natal. Dix ans après l'assassinat de son mari, Judith décide de rentrer, en renonçant aux craintes et en acceptant l'invitation de prendre part à des noces.

## Fiche technique
- Titre original français : Cendres et sang
- Titre roumain : Cenușă și sânge
- Titre portugais : Cinzas e Sangue
- Réalisation : Fanny Ardant
- Scénario : Fanny Ardant  d'après l'essai Eschyle ou le Grand Perdant de Ismaïl Kadaré
- Photographie : Gérard de Battista
- Montage : Célia Lafitedupont
- Production : Paulo Branco et Tudor Giurgiu
- Société de production : Alfama Films, Arte France Cinéma, Hirsch, DD Productions, Libra Film, Clap Filmes, Canal+, CinéCinéma et Radiotelevisão Portuguesa
- Société de distribution : Alma Films (France)
- Pays :  France,  Roumanie et  Portugal
- Genre : drame
- Durée : 105 minutes
- Dates de sortie : 
  -  France : 9 septembre 2009

## Distribution
- Ronit Elkabetz : Judith
- Tudor Istodor : Louppos
- Abraham Belaga : Pashko
- Marc Ruchmann : Ismaël
- Claire Bouanich : Mira
- Olga Tudorache (ro) : Venera
- Ion Besoiu : Timos
- Răzvan Vasilescu : Samir
- Andrei Finţi
- Zoltan Butuc : Le fiancé de Judith
- Mădălina Constantin : Ilaria
- Oana Pellea

## Accueil
L'octroi de l'avance sur recettes  suscite une polémique. « Le scénario était assez faible. Je ne pense pas qu'il aurait dû avoir l'avance. La notoriété de Fanny Ardant l'a servie. C'est emblématique des dérives de l'avance sur recettes, où l'on aide surtout les grands noms », déclarera un membre de la commission. Pour d'autres membres, le projet n'aurait pas le profil pour recevoir une telle avance. Le film reçoit un accueil très tiède de la critique : Le Monde déplore un « manque d'épaisseur », une « solennité générale du ton, l'embarras des acteurs engoncés dans des rôles tragiques qui ne font que peu de place à la psychologie » tout à la lisière du ridicule, Première déplore « un sujet trop rebattu, la volonté de styliser sans toujours y parvenir », Télérama y voit un projet aussi « inabouti qu'audacieux », qui « frôle le risible » malgré son réel panache, Positif note la faible consistance des personnages, le Journal du dimanche des dialogues « trop explicites », L'Express des images « sans âme » quand Les Inrockuptibles écrit que le film n'est pas « dépourvu de lourdeurs », que la dramaturgie est « parfois un peu datée », mais que « la tension latente et les accès de violence saisissent ». Le film est un échec commercial, avec un peu moins de 15 000 spectateurs au bout de 5 semaines d'exploitation.